# Дойчер, Драфи
Драфи Дойчер (Драфи Франц Ричард Дойчер) (9 мая 1946[…], Берлин — 9 июня 2006[…], Франкфурт-на-Майне, Гессен) — немецкий певец, композитор, музыкальный продюсер, автор песен, автор многих мировых хитов. По происхождению — синти.

## Биография
Дойчер родился в Шарлоттенбурге, в западной зоне Берлина (Германия).
Между 1964 и 1966 годами Дойчер выпустил немало хитов в Германии, например, «Shake Hands» (1964), «Keep Smiling» (1964), «Cinderella Baby» (1965), «Heute male ich dein Bild, Cindy-Lou» (1965).
Его самой известной песней был шлягер 1965 года «Marble, Stone and Iron Break», который был продан тиражом более миллиона экземпляров и удостоен золотого диска. Девятнадцатилетний немец представил мелодию для прослушивания в октябре 1965 года в студию «Musikverlag Edition Intro Gebrueder Meisel GmbH», просто напевая главную мелодию «Дум-дум, дум-дум». Гюнтер Лус впоследствии написал немецкий текст для этой песни.
В США, песня была выпущена в 1966 году под названием «Marble breaks and iron bends» с английским текстом. Английская версия в мае 1966 года вошла в Billboard Hot 100, достигнув наивысшей 80-й позиции, и породив множество английских кавер-версий, ни одна из них не попала в чарты. Позже эта песня была показана в фильме 2006 года «Пивфест» во время сцены Октоберфеста.
После этого хита 1965 года он стал очень популярен в Германии. Но в 1967 году он был осуждён за публичную непристойность (мочился с балкона в пьяном виде на виду группы школьников). После этого он практически исчез из поля зрения публики на десятилетие, написав и выпустив в течение 1970-х годов под разными псевдонимами несколько всемирных хитов для «Boney M.», Нино Де Анджело и Тони Кристи.
В начале 1980-х годов он снова появился в СМИ как певец, хотя по-прежнему использовал различные псевдонимы, такие как «Мистер Уоки-Токи» и «Джек Голдбёрд». В 1982 году в немецких кинотеатрах прошёл биографический фильм, имеющий немного общего с реальной жизнью Дойчера, под названием его величайшего хита «Marmor, Stein und Eisen bricht» 1965 года, где он сыграл небольшую роль камео.
Дойчер сотрудничал с Кристофером Эвансом-Айронсайдом в проекте «Маскарад», и их совместный хит 1984 года «Ангел-хранитель» стал популярен во многих странах.
Осенью 1986 года он добился успеха со своим дуэтом с Оливером Саймоном «Mixed Emotions» (англ. «Смешанные чувства») (сингл «You Want Love»). Это сотрудничество привело к созданию ещё трёх синглов-хитов подряд в 1987 году, и телевизионной теме, появившейся в 1988 году («Running Wild», использовалась для эпизода криминального сериала Eurocops). Эти успехи вдохновили его в 1989 году выпустить свой первый за два десятилетия новый альбом под своим настоящим именем «Crossing Borders» («англ. Пересечение границ»).
В ноябре 1998 года он перенёс два инсульта, а в 1999 году произошло обострение диабета. Позже он продолжил гастроли. Дойчер умер от сердечной недостаточности в 2006 году во Франкфурте-на-Майне в возрасте 60 лет.

## Дискография
- Shake Hands! Keep Smiling!, 1964
- Drafi!, 1966
- Weil ich Dich liebe, 1971
- Die Welt von heut (Group «Wir»), 1972
- Gute Tage & schlechte Tage, 1973
- Happy Rummel Music (as «Mr. Walkie Talkie»), 1977
- Lost in New York City, 1981
- Drafi, 1982 (extended re-release of 1966 album)
- The Sound of Masquerade (as «Masquerade»), 1984
- Krieg der Herzen, 1985
- Gemischte Gefühle, 1986
- Deep From the Heart (Mixed Emotions), 1987
- Diesmal für immer, 1987
- Just For You (Mixed Emotions), 1988
- Steinzart — Die besten Jahre, 1988
- Lost in New York City (remix), 1989
- Über Grenzen geh’n, 1989
- Side by Side (with Andreas Martin as New Mixed Emotions), 1991
- Wie Ebbe und Flut, 1992
- So viele Fragen, 1996
- Zukunft, 1998
- We Belong Together (Mixed Emotions), 1999
- Wer war Schuld daran, 2002
- Diesseits von Eden — Die große Drafi Deutscher Hit-Collection, 2006
- The Last Mile, 2007
- Drafi (Re-release of the 1982 album with six bonus tracks), 2008